# Estação Manzoni―Museo della Liberazione
Manzoni é uma estação da Linha A do Metro de Roma, inaugurada em 1980. Está situada abaixo do cruzamento da Viale Manzoni, através da Emanuele Filiberto e Via San Quintino, em Esquilino. 

## Reabilitação
A estação sofreu remodelação extensiva de janeiro de 2006 a outubro de 2007, quando as escadas rolantes e os sistemas elétricos, de segurança e de comunicação foram atualizados. Durante as obras, foram encontrados vestígios arqueológicos, o que prolongou a sua duração. Após a reabertura, a estação recebeu o novo nome  Manzoni - Museo della Liberazione .
41° 53′ 25″ N, 12° 30′ 25″ L